# Bzovius
Abraham Bzowski o Bzovio, en latín Bzovius, hispanizado Bozovio (Proszowice, 1567 – 31 de enero de 1637) fue un clérigo e historiador de la Iglesia polaco, perteneciente a la Orden de Predicadores o dominicos. 

## Biografía
Abraham Bzowski nació en Proszowice, en 1567. Antes de tomar el hábito dominico en Polonia, fue enviado por sus superiores a Italia, donde estudió filosofía y teología. De regreso a su tierra natal, se convirtió en prior de los dominicos en Cracovia.
Sin embargo, fue de nuevo a Italia y se estableció en Roma, donde, por encargo del papa Paulo V, que le destinó un apartamento en el Vaticano, continuó la obra del historiador de la Iglesia Cesare Baronio (considerado el mejor en la materia después de Eusebio) por sus Annales Ecclesiastici ("Anales Eclesiásticos") para el periodo 1198-1571. Sin embargo, la contribución de Bozovio fue "menos notable" que la de otros continuadores como Odorico Rinaldi, Giacomo Laderchi y August Theiner según la Enciclopedia Católica.
Compuso nueve volúmenes (del XIII al XXI), impresos en Colonia de 1616 a 1630 y Roma (1672). Se mantuvo fiel a los principios de su antecesor. Pero los jesuitas y los franciscanos se quejaron de su devoción exclusiva por los dominicos, y el elector de Baviera lo hizo demandar por hablar mal del emperador Luis IV de Baviera. Varios volúmenes en cuarto y folio redactados por los escritores más capaces de Baviera se aplicaron a la defensa del emperador Luis, hasta tal punto que Bzowski se vio obligado a retractarse públicamente. Esta retractación se imprimió en Ingolstadt en 1628, en octavo. Se retiró luego a un monasterio de su orden, porque en su ausencia unos ladrones habían entrado en su casa y habían matado a su sirviente. 
En 1630 Bzovius fundó una sección para estudiantes polacos en el Colegio de Santo Tomás de Roma (Angelicum, posteriormente denominado Universidad Pontificia de Santo Tomás de Aquino). Murió el 31 de enero de 1637.

## Obras
- Thaumaturgus Polonus seu de vita et miraculis S. Hyacinthi, Venecia, 1606 (hagiografía de san Jacinto de Cracovia).
- Vita Beati Ceslai Odrovantii, Cracovia, 1608 (hagiografía del beato Ceslas Odrowaz, Ceslaus).[5]
- Annales Ecclesiastici, Colonia, entre 1625-1630 (el título completo comienza Annalium Ecclesiasticorum post illustriss. et Reverendiss. Dom. Caesarem Baronium S. R. E. Cardinalem Bibliothecarium...).
- De vita Pauli V, Roma, 1625 (biografía de Paulo V).